# Österreichische Fußball-Frauenmeisterschaft 2017/18
Die österreichische Fußball-Frauenmeisterschaft wurde 2017/18 zum 46. Mal nach der 35-jährigen Pause zwischen 1938 und 1972 ausgetragen. Die höchste Spielklasse ist die ÖFB Frauen-Bundesliga und wird zum 5. Mal durchgeführt. Die zweithöchste Spielklasse (2. Liga), in dieser Saison die 39. Auflage, unterteilte man in zwei regionale Ligen, wobei die 2. Liga Mitte/West zum 9. Mal und die 2. Liga Ost/Süd zum 7. Mal durchgeführt wurde. Die Saison dauerte von Mitte August bis Mitte Juni.
Österreichischer Fußballmeister wurde zum 4. Mal in Folge SKN St. Pölten Frauen. Die Meister der zweithöchsten Spielklasse wurden FC Wacker Innsbruck (Mitte/West) und SK Sturm Graz II (Ost/Süd), der aber nicht berechtigt ist an den Relegationsspiele teilzunehmen. Stattdessen ist Carinthians Spittal für die Relegation qualifiziert. In den Relegationsspielen konnte sich FC Wacker Innsbruck durchsetzen und war somit berechtigt in der Saison 2018/19 in der ÖFB Frauen-Bundesliga zu spielen.

## Erste Leistungsstufe – ÖFB Frauen-Bundesliga

### Modus
Im Rahmen des im Meisterschaftsmodus durchgeführten Bewerbes spielt jede Mannschaft zweimal gegen jede teilnehmende gegnerische Mannschaft (Hin- und Rückrunde). Das Heimrecht ergibt sich durch die Auslosung.

### Saisonverlauf
Die ÖFB Frauen-Bundesliga endete, wie auch die letzten Saisonen davor, mit dem Meistertitel für den SKN St. Pölten Frauen, der mit 51 Punkten und einem Torverhältnis von plus 71 gewann. In dieser Saison wurde der USC Landhaus Zweiter.

### Abschlusstabelle
Die Meisterschaft endete mit folgendem Ergebnis:
| Pl.                            | Verein                          | Sp. | S  | U | N  | Tore    | Diff. | Punkte |
| ------------------------------ | ------------------------------- | --- | -- | - | -- | ------- | ----- | ------ |
| 1.                             | SKN St. Pölten Frauen B1 (M, C) | 18  | 17 | 0 | 1  | 074:300 | +71   | 51     |
| 2.                             | USC Landhaus                    | 18  | 12 | 2 | 4  | 044:170 | +27   | 38     |
| 3.                             | SK Sturm Graz                   | 18  | 11 | 4 | 3  | 045:160 | +29   | 37     |
| 4.                             | SV Neulengbach                  | 18  | 10 | 1 | 7  | 036:270 | +9    | 31     |
| 5.                             | Union Kleinmünchen              | 18  | 5  | 6 | 7  | 030:380 | −8    | 21     |
| 6.                             | SKV Altenmarkt                  | 18  | 5  | 6 | 7  | 023:330 | −10   | 21     |
| 7.                             | FC Bergheim Damen               | 18  | 5  | 4 | 9  | 023:340 | −11   | 19     |
| 8.                             | FFC Vorderland (RG)             | 18  | 5  | 3 | 10 | 014:370 | −23   | 18     |
| 9.                             | FC Südburgenland                | 18  | 4  | 2 | 12 | 016:610 | −45   | 14     |
| 10.                            | LUV Graz                        | 18  | 1  | 2 | 15 | 015:540 | −39   | 05     |
| Stand: Endstand. Quelle: NOeFV |                                 |     |    |   |    |         |       |        |

| (M)  | Österreichischer Fußball-Frauenmeister 2016/17 |
| (C)  | ÖFB-Ladies-Cup-Sieger 2016/17                  |
| (RG) | Gewinner der Relegation der Saison 2016/17     |

Qualifiziert über die Relegation
- 2. Liga Mitte/West – 2. Liga Ost/Süd: FC Wacker Innsbruck (Relegation zur ÖFB Frauen-Bundesliga)

### Torschützenliste
Die Torschützenliste führte Fanny Vágó vor Jennifer Klein an.
| Pl. | Nat.       | Spieler           | Verein                | Tore |
| --- | ---------- | ----------------- | --------------------- | ---- |
| 01. | Ungarn     | Fanny Vágó        | SKN St. Pölten Frauen | 18   |
| 02. | Osterreich | Jennifer Klein    | SKN St. Pölten Frauen | 11   |
| 03. | Slowenien  | Mateja Zver       | SKN St. Pölten Frauen | 09   |
| 03. | Osterreich | Viktoria Pinther  | SKN St. Pölten Frauen | 09   |
| 05. | Osterreich | Magdalena Bachler | SV Neulengbach        | 08   |
| 05. | Osterreich | Besijana Pireci   | SK Sturm Graz         | 08   |

## Zweite Leistungsstufe – 2. Liga
Die 2. Liga stellt die zweithöchste Leistungsgruppe im österreichischen Frauenfußball dar. Um die Kosten für die Vereine zu reduzieren, wird diese in zwei regionalen Gruppen ausgespielt: 2. Liga Mitte/West und 2. Liga Ost/Süd.
Die zweite Leistungsstufe bestand aus zwei Ligen, getrennt nach Regionen:
- 2. Liga Mitte/West mit den Vereinen aus Oberösterreich (OFV), Salzburg (SFV), Tirol (TFV) und Vorarlberg (VFV) und
- 2. Liga Ost/Süd mit den Vereine aus Burgenland (BFV), Kärnten (KFV), Niederösterreich (NÖFV), Steiermark (StFV) und Wien (WFV).

In der 2. Liga spielen maximal 24 Teams um den Aufstieg in die ÖFB-Frauenliga. In der Saison 2017/18 spielten insgesamt 13 Teams um den Aufstieg in die ÖFB Frauen-Bundesliga (5 zweite Mannschaften von Vereinen waren nicht aufstiegsberechtigt!).
Der allgemeine Modus sieht vor, dass in der jeweiligen Liga jedes Team gegeneinander antrat. Die Meister der beiden Ligen spielten in einer Relegation um den Aufstieg in die ÖFB Frauen-Bundesliga. Der Tabellenletzte der jeweiligen Liga stieg ab.

### 2. Liga Mitte/West

#### Modus
Im Rahmen des im Meisterschaftsmodus durchgeführten Bewerbes spielte jede Mannschaft zweimal gegen jede teilnehmende gegnerische Mannschaft (Hin- und Rückrunde). Das Heimrecht ergibt sich durch die Auslosung.

#### Saisonverlauf
Der FC Wacker Innsbruck gewann die 2. Liga Mitte/West und ist berechtigt die Relegation für die ÖFB Frauen-Bundesliga für die Saison 2018/19 zu spielen.

#### Abschlusstabelle
Die Meisterschaft endete mit folgendem Ergebnis:
| Pl.                          | Verein                   | Sp. | S  | U | N  | Tore    | Diff. | Punkte |
| ---------------------------- | ------------------------ | --- | -- | - | -- | ------- | ----- | ------ |
| 1.                           | FC Wacker Innsbruck (A)  | 20  | 17 | 2 | 1  | 086:120 | +74   | 53     |
| 2.                           | Union Geretsberg         | 20  | 11 | 3 | 6  | 046:270 | +19   | 36     |
| 3.                           | RW Rankweil              | 20  | 11 | 2 | 7  | 046:260 | +20   | 35     |
| 4.                           | FC Bergheim Damen II (N) | 20  | 7  | 3 | 10 | 020:540 | −34   | 24     |
| 5.                           | SV Taufkirchen/Pram      | 20  | 5  | 5 | 10 | 023:410 | −18   | 20     |
| 6.                           | Heeres SV Wals 2LMW1     | 20  | 0  | 3 | 17 | 017:780 | −61   | 03     |
| Stand: Endstand. Quelle: OFV |                          |     |    |   |    |         |       |        |

| (A) | Absteiger aus der Bundesliga 2016/17 |
| (N) | Neueinsteiger der Saison 2016/17     |

Aufsteiger
- Salzburg: USK Hof
- Tirol: FC Wacker Innsbruck II
- Vorarlberg: FFC Vorderland II

#### Torschützenliste
In der 2. Liga Mitte/West war Jennifer Mayr die beste Torschützin.
| Pl. | Nat.                              | Spieler           | Verein              | Tore |
| --- | --------------------------------- | ----------------- | ------------------- | ---- |
| 01. | Osterreich                        | Jennifer Mayr     | Union Geretsberg    | 18   |
| 02. | Osterreich                        | Laura Hartlieb    | FC Wacker Innsbruck | 17   |
| 03. | Japan                             | Shiho Tomari      | FC Wacker Innsbruck | 13   |
| 04. | Osterreich                        | Carina Gasparini  | RW Rankweil         | 11   |
| 05. | Osterreich                        | Sarah Schwaninger | FC Wacker Innsbruck | 09   |
| 05. | Vereinigtes Konigreich Osterreich | Eileen Campbell   | RW Rankweil         | 09   |

### 2. Liga Ost/Süd

#### Modus
Im Rahmen des im Meisterschaftsmodus durchgeführten Bewerbes spielte jede Mannschaft zweimal gegen jede teilnehmende gegnerische Mannschaft (Hin- und Rückrunde). Das Heimrecht ergibt sich durch die Auslosung.

#### Saisonverlauf
Die 2. Mannschaft von SK Sturm Graz gewann die 2. Liga Mitte/West. Da zweite Mannschaften nicht in die ÖFB Frauen-Bundesliga nicht aufstiegsberechtigt waren, spielt der Zweitplatzierte, Carinthians Spittal, Relegation für die ÖFB Frauen-Bundesliga für die Saison 2017/.

#### Abschlusstabelle
Die Meisterschaft endete mit folgendem Ergebnis:
| Pl.                            | Verein                                   | Sp. | S  | U | N  | Tore    | Diff. | Punkte |
| ------------------------------ | ---------------------------------------- | --- | -- | - | -- | ------- | ----- | ------ |
| 1.                             | SK Sturm Graz II                         | 22  | 15 | 4 | 3  | 070:410 | +29   | 49     |
| 2.                             | Carinthians Spittal                      | 22  | 13 | 6 | 3  | 072:320 | +40   | 45     |
| 3.                             | SV Horn (RG)                             | 22  | 14 | 0 | 8  | 086:370 | +49   | 42     |
| 4.                             | Wildcats Krottendorf (RG)                | 22  | 13 | 0 | 9  | 071:520 | +19   | 39     |
| 5.                             | USC Landhaus II                          | 22  | 11 | 4 | 7  | 046:350 | +11   | 37     |
| 6.                             | SKN St. Pölten Frauen II 2LOS1           | 22  | 11 | 3 | 8  | 053:460 | +7    | 36     |
| 7.                             | ASK Erlaa (RV)                           | 22  | 9  | 6 | 7  | 052:420 | +10   | 33     |
| 8.                             | SKV Altenmarkt II 2LOS2 2LOS3            | 22  | 8  | 6 | 8  | 035:470 | −12   | 30     |
| 9.                             | FC Altera Porta                          | 22  | 7  | 4 | 11 | 053:480 | +5    | 25     |
| 10.                            | SPG FC Feldkirchen/SV St. Jakob/Rosental | 22  | 4  | 6 | 12 | 023:500 | −27   | 18     |
| 11.                            | FSG Eggendorf 2LOS4                      | 22  | 4  | 1 | 17 | 035:750 | −40   | 13     |
| 12.                            | FSG Südburgenland II                     | 22  | 3  | 0 | 19 | 017:108 | −91   | 09     |
| Stand: Endstand. Quelle: NOeFV |                                          |     |    |   |    |         |       |        |

| (RV) | Verlierer der Relegation der Saison 2016/17 |
| (RG) | Gewinner der Relegation der Saison 2016/17  |

Qualifiziert über die Relegation
- Landesligen der 2. Liga Ost/Süd: First Vienna FC Frauen (Relegation zur 2. Liga Ost/Süd)
- Neueinsteiger aus der Kärntner Liga: SG Magdalensberg (wegen der Auflösung der Frauenmannschaft des ASK Erlaa)

#### Torschützenliste
In der 2. Liga Ost/Süd traf Julia Wagner vor Mara Rechberger und Julia Herndler die meisten Tore.
| Pl. | Nat.       | Spieler                 | Verein               | Tore |
| --- | ---------- | ----------------------- | -------------------- | ---- |
| 01. | Osterreich | Julia Wagner            | SK Sturm Graz KM II  | 26   |
| 02. | Osterreich | Mara Rechberger         | Wildcats Krottendorf | 22   |
| 03. | Osterreich | Julia Herndler          | SV Horn              | 21   |
| 04. | Osterreich | Stefanie Grossgasteiger | Carinthians Spittal  | 19   |
| 05. | Osterreich | Karina Bauer            | SV Horn              | 18   |
| 06. | Osterreich | Manuela Lehnhart        | ASK Erlaa            | 16   |

## Relegation

### Relegation zur ÖFB Frauen-Bundesliga
Die Relegation zur ÖFB Frauen-Bundesliga bestritten der Meister der 2. Liga Mitte/West, FC Wacker Innsbruck, und der Carinthians Spittal, der in der 2. Liga Ost/Süd hinter der 2. Mannschaft von SK Sturm Graz Zweiter wurde.
| Datum                                     |                            | Gesamt |                            | Hinspiel  | Rückspiel |
| ----------------------------------------- | -------------------------- | ------ | -------------------------- | --------- | --------- |
| 16. Juni 2018, 18:30 23. Juni 2018, 18:30 | FC Wacker Innsbruck (2LMW) | 7:0    | Carinthians Spittal (2LOS) | 2:0 (1:0) | 5:0 (2:0) |

| Legende: (2LMW): 2. Liga Mitte/West, (2LOS): 2. Liga Ost/Süd |

### Relegation zur 2. Liga Mitte/West
Sowohl in der Landesliga Mitte-Region als auch in der Landesliga West-Region zur 2. Liga Mitte/West wurden keine Relegationsspiele ausgespielt.

### Relegation zur 2. Liga Ost/Süd
In der Landesliga Süd-Region zur 2. Liga Ost/Süd wurde keine Relegation gespielt, in der Landesliga Ost-Region der Relegation zur 2. Liga Ost/Süd waren die Meister von der Landesliga Niederösterreich und Wiener Landesliga qualifiziert.
| Datum                                     |                              | Gesamt |                             | Hinspiel  | Rückspiel |
| ----------------------------------------- | ---------------------------- | ------ | --------------------------- | --------- | --------- |
| 09. Juni 2018, 18:00 16. Juni 2018, 18:00 | First Vienna FC Frauen (LLW) | 6:1    | FC Langenrohr Frauen (LLNÖ) | 3:1 (0:1) | 3:0 (2:0) |

| Legende: (LLNÖ): Niederösterreich, (LLW): Wien |